# Ярошенко Вікторія Юріївна
Вікто́рія Ю́ріївна Яроше́нко (нар. 12 липня 1999) — українська велосипедистка, займається перегонами на треку та шосе. Чемпіонка України.

## З життєпису
Народилася 1999 року в місті Хмельницький. Вихованка Луганської обласної школи вищої спортивної майстерності.
2019 року стала третьою на чемпіонаті України U23 в індивідуальній гонці на час, а 2020-го фінішувала четвертою.
Учасниця Чемпіонату світу з трекових велоперегонів-2021 — переможниця U23 у шосейній гонці та друга в індивідуальній гонці на час. Того ж року стартувала на Чемпіонаті Європи з перегонів на шосе та була 22-ю в індивідуальній гонці на час. На Чемпіонаті Європи на треку U23 2021 в Апелдорні виграла бронзову медаль у гонці за очками. Фінішувала 13-ю в одиночному переслідуванні на Чемпіонаті світу з треку в Рубе.
2021 рік — Чемпіонат Європи з легкої атлетики UEC 2021 — бронза.
2022 — учасниця Гран-прі Вело Аланії.